# Ryōta Yanagizono
Ryōta Yanagizono (japanisch 柳園 良太 Yanagizono Ryōta; * 12. April 1996 in der Präfektur Tokio) ist ein japanischer Fußballspieler.

## Karriere
Ryōta Yanagizono erlernte das Fußballspielen in der Schulmannschaft der Seibudai High School und in der Universitätsmannschaft der Tokyo International University. Im März 2019 ging er nach Deutschland. Hier spielte er bis Jahresmitte bei Viktoria Arnoldsweiler. Mit dem Verein aus Düren-Arnoldsweiler spielte er sieben Mal in der fünften Liga, der Mittelrheinliga. Die Saison 2019/2020 spielte er in der Landesliga beim SV Rott in Roetgen. Nach Ende der Saison war er bis Mitte Januar 2021 vertrags- und vereinslos. Am 17. Januar 2021 unterschrieb er einen Vertrag beim japanischen Drittligisten YSCC Yokohama in Yokohama. Sein Drittligadebüt gab Ryōta Yanagizono am 14. März 2021 (1. Spieltag) im Heimspiel gegen Kataller Toyama. Hier wurde er in der 79. Minute für Kazuya Ōizumi eingewechselt. 2021 absolvierte er neun Drittligaspiele. Im Januar 2022 zog es ihn nach Laos, wo er einen Vertrag beim Erstligisten Young Elephants FC unterschrieb.  2022 gewann er mit den Elephants den Lao FF Cup. Am Ende der Saison 2022 feierte er mit dem Verein den Gewinn der laotischen Meisterschaft. Von September 2022 bis Anfang März 2023 war er vertrags- und vereinslos. Am 2. März 2023 unterschrieb er in der Mongolei einen Dreimonatsvertrag beim Ulaanbaatar City FC.

## Erfolge
Young Elephants FC
- Laotischer Meister: 2022
- Laotischer Pokalsieger: 2022